# جونيور كولينز
جونيور كولينز (بالإنجليزية: Junior Collins)‏ هو عازف جاز أمريكي، ولد في 17 أبريل 1927 في باين بلاف في الولايات المتحدة، وتوفي في 14 مارس 1976 في دوبلين في الولايات المتحدة.

## وصلات خارجية
- جونيور كولينز على موقع ميوزك برينز (الإنجليزية)